# Hosahalli, Sira
Hosahalli là một làng thuộc tehsil Sira, huyện Tumkur, bang Karnataka, Ấn Độ.